# Forza di Coriolis
In fisica, la forza di Coriolis è una forza apparente, a cui risulta soggetto un corpo quando si osserva il suo moto da un sistema di riferimento che sia in moto rotatorio rispetto ad un sistema di riferimento inerziale.
Descritta per la prima volta in maniera dettagliata dal fisico francese Gaspard Gustave de Coriolis nel 1835, la forza di Coriolis dipende, anche come direzione, dalla velocità del corpo rispetto al sistema di riferimento rotante. 
È alla base della formazione dei sistemi ciclonici o anticiclonici nell'atmosfera e ha effetti non trascurabili in tutti i casi in cui un corpo sulla Terra si muova ad alta velocità su lunghi percorsi, come per esempio nel caso di proiettili o di missili a lunga gittata. Meno comunemente il manifestarsi di questa forza apparente è indicato anche con l'espressione effetto Coriolis.
In termini matematici, la forza di Coriolis ha la forma seguente, che segue dalla definizione dell'omonima accelerazione nel teorema di Coriolis e dal secondo principio della dinamica di Newton:
{\displaystyle \mathbf {F} _{C}=m\mathbf {a} _{C}=-2m\,{\boldsymbol {\omega }}\times \mathbf {v} }
Le lettere in grassetto sono quantità vettoriali. FC è la forza di Coriolis, m è la massa del corpo che si muove con velocità v rispetto al sistema di riferimento non inerziale rotante, {\displaystyle \times } rappresenta il prodotto vettoriale e ω è la velocità angolare del sistema non inerziale, misurata rispetto ad un sistema inerziale. Esplicitando la dipendenza dall'angolo {\displaystyle \phi } formato dall'asse di rotazione del sistema di riferimento rotante con la direzione della velocità del corpo, l'intensità della forza vale:
{\displaystyle F_{c}=2\,m\omega v|\mathrm {sin} \,{\phi }|}

## Descrizione

In ogni sistema di riferimento inerziale, come per esempio, quando si guarda la parte superiore della figura senza ruotare la testa o lo sguardo, l'oggetto nero si muove con traiettoria rettilinea (parte superiore della figura). Per contro, un osservatore (punto rosso) che si trova nel sistema di riferimento rotante/non-inerziale (ancora parte superiore della figura) vede l'oggetto (parte inferiore della figura) muoversi con traiettoria curvilinea per via, nel suo sistema di riferimento, delle forze apparenti di Coriolis e centrifuga.

L'animazione è una rappresentazione schematica dell'effetto Coriolis, in cui un oggetto si muove rispetto ad un disco rotante senza che vi sia attrito tra le due parti. In assenza di forze esterne, il corpo si muoverà di moto rettilineo uniforme, se osservato da un sistema di riferimento inerziale, svincolato dal disco; se osservato da un sistema di riferimento solidale con il disco in rotazione, invece, sembrerà percorrere una traiettoria curva. In questo secondo caso, l'osservatore concluderà che sull'oggetto agisce una forza. L'effetto è lo stesso che si produrrebbe con l'applicazione di una forza trasversale alla direzione del moto, per questo motivo si parla di forza di Coriolis. Si tratta di una "forza apparente", poiché dipendente unicamente dal moto dell'osservatore rispetto al riferimento inerziale, e non dall'azione di qualche altro oggetto o di un campo di forze.
È anche possibile interpretare il fenomeno come un "ritardo" del moto dell'oggetto rispetto a quello del disco: per un osservatore in un sistema di riferimento inerziale, la velocità tangenziale del disco aumenta in misura proporzionale alla distanza dal centro, mentre la velocità dell'oggetto rimane costante. Sulla Terra la situazione è analoga per un corpo in moto in direzione longitudinale (Nord-Sud): la distanza dall'asse terrestre (l'analogo dell'asse di rotazione del disco nell'esempio precedente) è nulla ai poli e massima all'equatore. Dato che la Terra ruota da ovest verso est, se dal Polo Nord oppure dal Polo Sud ci dirigiamo inizialmente verso l'Equatore, finiremo per essere "in ritardo" sulla rotazione e dunque il nostro moto acquisterà una componente verso ovest. Se, viceversa, dall'equatore andiamo verso uno dei due poli, saremo "in anticipo" e acquisiremo una componente del moto verso est. Precisiamo che, al di là di questa rappresentazione intuitiva e parziale dal fenomeno, la forza di Coriolis si manifesta anche se inizialmente il moto non è longitudinale (e, nel caso del disco, anche se non è radiale).

## Fenomenologia

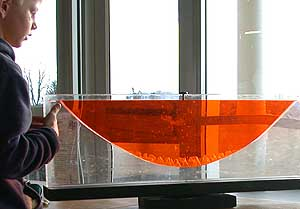
Dimostrazione della formazione di una superficie parabolica su un fluido in rotazione

Per rappresentare adeguatamente l'effetto Coriolis si può utilizzare uno specchio di mercurio rotante, come quelli realmente impiegati in astronomia. La superficie di una vasca di mercurio rotante assume la forma di un perfetto specchio parabolico.
Ogni particella di mercurio è in uno stato di equilibrio dinamico in cui la forza centrifuga è proporzionale alla distanza dal centro. Tutto il mercurio ruota con lo stesso periodo, come un'unica massa. Un oggetto che galleggi ovunque sul mercurio si collocherebbe anch'esso in equilibrio dinamico, trascinato in rotazione dal metallo. Questo è ottimale per il manifestarsi dell'effetto Coriolis.

Rappresentazione schematica in sezione di oscillazione armonica su una superficie parabolica

Per prima cosa si consideri la situazione in cui un oggetto, per esempio un piccolissimo hovercraft, sia sospeso sulla superficie del mercurio senza attrito, supponendo trascurabile anche l'attrito dell'aria.
L'oggetto, non interagendo con la superficie non ne è trascinato, quindi consideriamo solamente il profilo del mercurio, non la sua rotazione. Dal punto di vista di un sistema inerziale, quando l'hovercraft è lasciato andare da una posizione prossima al bordo della vasca, esso comincerà a oscillare da un lato all'altro della superficie (che ricordiamo ha forma concava).
Il moto dell'hovercraft è formato da due moti oscillatori indipendenti lungo assi ortogonali, per esempio nord/sud ed est/ovest, dello stesso periodo della rotazione del mercurio. A seconda delle condizioni iniziali (posizione e velocità con cui l'hovercraft è lasciato libero), il moto risultante seguirà una traiettoria della forma di un segmento, di un'ellisse o, nel caso di una perfetta simmetria, di un cerchio. Considerare la traiettoria ellittica come combinazione di due moti armonici aiuta a comprendere la fisica sottostante al fenomeno e a visualizzare la velocità non costante dell'oggetto nel seguire una traiettoria ellittica.

### Dimostrazione del moto dell'hovercraft
La superficie del mercurio è equipotenziale perciò, per ogni volumetto di mercurio sulla superficie si deve avere che il potenziale generalizzato per unità di massa (somma del potenziale della forza centrifuga Uc e della forza gravitazionale Ug) sia costante:
{\displaystyle U_{sup}=U_{c}+U_{g}+c=\left[-{\frac {1}{2}}\omega ^{2}(x^{2}+y^{2})\right]+\left[gz\right]+c=0}
Ponendo a 0 la costante c, che equivale a porre a 0 la quota alla quale l'energia potenziale gravitazionale è nulla, ed esplicitando rispetto alla quota z, otteniamo il profilo della superficie:
{\displaystyle \displaystyle {}z(x,y)={\frac {\omega ^{2}}{2g}}(x^{2}+y^{2})}
Notiamo che è una superficie radiale, corrispondente a un paraboloide di rotazione con vertice nell'origine e diretto verso l'alto. Per un corpo sospeso sulla superficie, l'energia potenziale gravitazionale è data da:
{\displaystyle \displaystyle {}U_{g}=mgz={\frac {1}{2}}m\omega ^{2}(x^{2}+y^{2})}
Dato che la forza di gravità è l'unica ad agire sull'hovercraft, essa è data dal gradiente dell'energia potenziale cambiato di segno:
{\displaystyle {\vec {F}}(x,y)=-{\vec {\nabla }}U}
{\displaystyle {\begin{cases}F_{x}=-m\omega ^{2}x\\F_{y}=-m\omega ^{2}y\end{cases}}\qquad \Rightarrow {\begin{cases}{\ddot {x}}=-\omega ^{2}x\\{\ddot {y}}=-\omega ^{2}y\end{cases}}}
Risolvendo le due equazioni differenziali del secondo ordine si ottengono due moti armonici disaccoppiati lungo gli assi:
{\displaystyle {\begin{cases}x(t)=A\cos {(\omega t+\varphi )}\\y(t)=B\cos {(\omega t+\psi )}\end{cases}}}
dove A e B sono le ampiezze dei moti e φ e ψ sono le fasi, da determinare dalle condizioni iniziali.

### Moto libero di Coriolis
Si consideri la situazione in cui l'hovercraft si muova lungo la traiettoria ellittica con un periodo identico a quello di rotazione del mercurio. In questo caso l'unica forza che influenza il moto è la forza centripeta prodotta per effetto dell'inclinazione della superficie.

Situazione come appare da un punto di vista fisso esterno.

Situazione vista da una telecamera solidale al disco rotante.

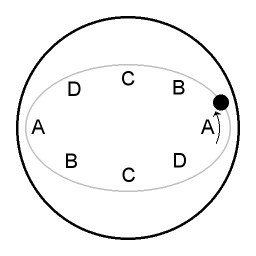
Analisi delle diverse posizioni, vedi testo.

Quando l'hovercraft si trova in una delle posizioni A, la sua velocità è inferiore a quella per la quale si avrebbe, per quella distanza dal centro di rotazione, l'equilibrio tra forza centripeta e centrifuga. Si ha quindi una prevalenza di forza centripeta che accelera l'hovercraft verso il centro del disco. Alla posizione B l'hovercraft sta guadagnando velocità e la forza centripeta sta compiendo lavoro consistente nell'incremento dell'energia cinetica di rotazione dell'hovercraft. In posizione C l'hovercraft si muove più velocemente della velocità di equilibrio per quella distanza da centro, per cui si ha un difetto di forza centripeta e l'hovercraft, non più trattenuto, tende ad allontanarsi dal centro. Nelle posizioni D l'hovercraft risale l'inclinazione perdendo velocità ed energia cinetica, che viene convertita in energia potenziale.
Dal punto di vista di una telecamera solidale al disco rotante, l'unico movimento percepibile è
quello dovuto alla differenza tra l'orbita circolare e l'orbita ellittica.
L'hovercraft appare muoversi su una piccola traiettoria circolare in prossimità del punto in cui è stato rilasciato.
Per ogni rivoluzione del sistema rotante l'hovercraft compie due rotazioni.
Dal punto di vista matematico questa traiettoria circolare può essere ottenuta sottraendo
una traiettoria circolare da una ellittica concentrica.
La dinamica dell'eccentricità di una traiettoria ellittica è chiamata dinamica di Coriolis.
La forza che compie il lavoro è diretta parallelamente all'asse di rotazione dello specchio rotante. Nell'esempio descritto si tratta della forza gravitazionale terrestre. L'espressione forza di Coriolis in questo caso è una semplificazione di termini che riassume una dinamica complessa.
Facendo una analogia tra la dinamica di Coriolis su uno specchio parabolico e sulla terra,
ovvero se fosse possibile sospendere un oggetto sulla superficie terrestre senza alcun attrito, cosa accadrebbe? È stato calcolato come esempio che alla latitudine di 43° si avrebbe un moto circolare su un'orbita di 100 km in quasi 14 ore, a una velocità di 10 m/s.

### Interazione tra i sistemi, aggiunta dell'attrito
Si consideri ora il caso in cui siano presenti degli attriti. I due sistemi coinvolti sono il sistema di riferimento inerziale e il sistema rotante. La direzione in cui si manifesta la forza di inerzia è determinata dalla direzione dell'accelerazione rispetto al sistema di riferimento inerziale, che è un punto di riferimento non rotante. Nel caso specifico il sistema rotante è il mercurio con l'oggetto in contatto con la sua superficie. Normalmente il vettore della forza d'inerzia e quello di trascinamento prodotto dall'attrito puntano nella stessa direzione, ma non quando sia implicato un sistema in rotazione.
Quando alla dinamica del sistema viene aggiunto un attrito tra mercurio e hovercraft, l'orbita ellittica si riduce progressivamente a una forma circolare.
Per l'osservatore solidale con il sistema rotante, l'orbita circolare di prima diventa un moto a spirale verso il centro. Si ha interazione tra i due sistemi: il trascinamento cambia un equilibrio dinamico, l'orbita ellittica, in un altro equilibrio dinamico, l'orbita circolare.

### Dinamica di Coriolis applicata ai vortici
Si ipotizzi ora che un dispositivo co-rotante prelevi una quantità di mercurio, creando un abbassamento locale di livello.
Il mercurio comincerà naturalmente a fluire da ogni direzione per colmare il vuoto.
Definiamo ora nord il centro del disco, sud il bordo, ovest il senso orario ed est il senso antiorario.
Il mercurio che inizialmente fluisce in senso radiale in direzione nord diminuisce la sua velocità tangenziale (Velocità tangenziale=ω*R dove ω è la velocità angolare e R il raggio ovvero la distanza dall'asse di rotazione) e deflette quindi verso destra. Viceversa il liquido che fluisce verso sud incrementa la sua velocità tangenziale e deflette verso la sua destra. Questo caso corrisponde al modello della sedia rotante precedentemente descritta in cui le masse vengono avvicinate o allontanate per effetto di una forza radiale.

Schema delle forze agenti nell'intorno a un vortice. Il gradiente di pressione è rappresentato dalle frecce blu, mentre l'effetto Coriolis, sempre perpendicolare alla velocità, è rappresentata dalle frecce rosse

Il fluido in movimento verso est, nel senso di rotazione del disco, si sta muovendo a una velocità superiore alla velocità di equilibrio, per cui tende a risalire verso sud per allargare la sua traiettoria e il risultato è una deflessione verso destra.
Il fluido in movimento verso ovest ha una velocità inferiore a quella di equilibrio e tende perciò ad avvicinarsi al nord e ancora si ha una deflessione verso destra. Questo caso equivale all'esempio della sedia rotante in cui viene applicato un momento dall'esterno, in questo caso costituito dal gradiente di livello del fluido.
Questa serie di eventi porta a quello che in meteorologia è la legge di Buys Ballot.
Il risultato è che il mercurio intorno alla depressione tende ad assumere un movimento a spirale. Se il bacino ruota in senso antiorario, allora anche il vortice ruota in senso antiorario. (Nell'esempio precedente di moto non vincolato, la rotazione antioraria si rifletteva in una apparente rotazione oraria dell'oggetto rispetto al sistema rotante).

La forza causata dalla depressione nel mercurio provoca la deflessione verso sinistra, mentre senza questo effetto sarebbe verso destra.
Se il vortice si contrae, come imposto dalle forze centripete descritte, allora la velocità angolare aumenta. L'attrito tende a frenare il vortice, ma la presenza delle forze che causano la contrazione ha l'effetto di mantenere alta la velocità di rotazione.
Per avere un moto circolare stabile rispetto al riferimento inerziale, l'intensità della forza centripeta deve essere:
F = mωv (dove ω è la velocità angolare).
Nel caso del vortice sul mercurio ruotante, l'intensità della forza inerziale è determinata dalla velocità reale rispetto al sistema inerziale. Quando questa è espressa relativamente al sistema rotante, la forza è data da:
F = 2mωv. (dove ω è la velocità angolare e v è la velocità della massa rispetto al sistema rotante).

## Effetti e applicazioni

### L'effetto sull'atmosfera

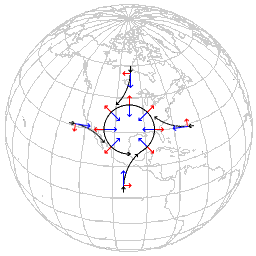
Formazione di un ciclone nell'emisfero boreale

L'effetto Coriolis ha un ruolo molto importante nella dinamica atmosferica e sulla meteorologia, poiché influisce sui venti, sulla formazione e rotazione delle tempeste, così come sulla direzione delle correnti oceaniche (spirale di Ekman).
Masse d'aria si riscaldano all'equatore, diminuiscono in densità e salgono, richiamando aria più fredda che scorre sulla superficie terrestre verso l'equatore. Poiché non c'è abbastanza attrito tra la superficie e l'aria, questa non acquisisce la velocità necessaria per mantenersi in co-rotazione con la terra.

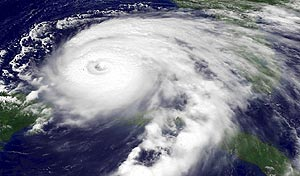
L'uragano Ivan al di sopra di Cuba e lo Yucatán

Nella parte superiore dell'atmosfera l'attrito ha scarsa influenza sui venti e le particelle di aria sono soggette esclusivamente alla forza dovuta al gradiente di pressione e all'effetto Coriolis.
Come descritto nella sezione relativa alla dinamica dei vortici, queste due forze tendono a compensarsi, e per questo motivo le correnti d'aria ad alta quota tendono a scorrere parallelamente alle isobare. I venti generati con questa dinamica sono chiamati geostrofici.
I venti che normalmente scorrerebbero verticalmente dai poli verso l'equatore sono quindi deviati dalla forza di Coriolis e danno origine a quei venti costanti noti con il nome di alisei. Nell'emisfero nord questi venti soffiano da nord-est verso sud-ovest e nell'emisfero sud soffiano da sud-est verso nord-ovest. I flussi d'aria che si sollevano all'equatore non giungono fino ai poli, poiché la forza di Coriolis costringe le correnti d'aria a muoversi in circolo intorno alle regioni polari.
Nell'emisfero settentrionale un sistema di bassa pressione ruota in senso antiorario, mentre un sistema di alta pressione ruota in senso orario, come stabilito dalla legge di Buys Ballot; l'opposto avviene nell'emisfero meridionale.
Per ricordare il senso di rotazione del fenomeno si può ricordare questo semplice schema (valido nell'emisfero settentrionale)
- Anticiclone (alta pressione) - Senso orario
- Ciclone (bassa pressione) - Senso antiorario

### Misuratore di flusso a effetto Coriolis
Una applicazione tecnologica dell'effetto Coriolis si ha nel flussimetro, uno strumento che misura l'entità del flusso di fluido che scorre in un tubo. Il principio di funzionamento fu applicato nel 1977 dalla Micro Motion, Inc.
Il sistema funziona applicando una vibrazione al tubo e quindi rilevando e analizzando gli effetti inerziali prodotti dall'interazione tra le vibrazioni e lo scorrimento della massa fluida.

### Effetto Eötvös
Il principale impatto pratico della forza di Coriolis è dovuto alla componente della forza parallela al terreno, ma c'è un altro effetto dovuto alla forza di Coriolis, cioè l'effetto Eötvös, dovuto all'altra componente della forza, quella verticale. A prescindere dall'emisfero in cui si trovano, oggetti in moto da est verso ovest subiscono una forza diretta verso il basso (che accresce leggermente l'effetto della forza di gravità: gli oggetti sono più pesanti), mentre gli oggetti in moto nel verso opposto subiscono una forza diretta verso l'alto (sono più leggeri). L'effetto è massimo all'equatore e nullo ai poli, ma l'effetto è comunque troppo piccolo rispetto alle altre forze coinvolte (gravità, reazioni vincolari, ecc.) per avere un'importanza significativa in fenomeni dinamici.

### Altre manifestazioni del fenomeno
Una conseguenza notevole dell'effetto Coriolis è espressa dal teorema di Taylor-Proudman: in un sistema idrodinamico in rotazione in cui la forza di Coriolis è un termine dominante (ovvero in cui i flussi avvengono su scale confrontabili col moto di rotazione, corrispondente a un basso valore del numero di Rossby, Ro) e in cui gli attriti dovuti alla viscosità sono trascurabili (corrispondente a un alto numero di Reynolds, Re), tutte le soluzioni stabili delle equazioni di Navier-Stokes hanno la caratteristica che la velocità del fluido è costante lungo ogni linea parallela all'asse di rotazione.
Spesso negli oceani si verificano situazioni che soddisfano le condizioni del teorema (negli oceani Re è universalmente piccolo, e valori comuni come 0,1 m/s per la velocità tipica del flusso, 4 km per la profondità e dunque in approssimazione di acqua bassa, e un valore per f di 10−4 s−1 corrispondono a un valore per Ro di circa 0,25, che è trascurabile): in quei casi si possono osservare le cosiddette colonne di Taylor, in cui la velocità dell'acqua è identica in tutti i punti su una verticale.
Più in generale, il teorema di Taylor-Proudman è largamente impiegato quando si ha a che fare con i flussi atmosferici, in astrofisica (vento solare, dinamica di Giove) e problemi industriali come per esempio la progettazione di turbine.
Effetti della forza si manifestano anche in fisica atomica. Nelle molecole poliatomiche, il moto molecolare può essere descritto come una rotazione rigida più una vibrazione delle parti attorno alla posizione di equilibrio.
Gli atomi risultano così in movimento relativamente a un sistema di riferimento rotante (la molecola). Una forza di Coriolis è quindi presente e induce gli atomi a muoversi in una direzione perpendicolare rispetto all'oscillazione iniziale. Questo produce una particolare confusione nello spettro molecolare, tra i livelli rotazionali e vibrazionali.
Gli insetti del gruppo dei ditteri e dei lepidotteri utilizzano due minuscole strutture vibranti sui fianchi del corpo per percepire gli effetti della forza di Coriolis. Questi organi svolgono un ruolo chiave nell'abilità degli insetti nel volo acrobatico.

### Effetto sugli scarichi dei lavandini
È un'idea diffusa che l'effetto Coriolis determini il senso di rotazione dei vortici che si creano quando si stappa lo scarico di un lavandino: nell'Emisfero boreale la rotazione sarebbe in un senso (antiorario), mentre sarebbe opposta nell'Emisfero australe (orario).
In particolare, nei paesi equatoriali, sono comuni acchiappaturisti gli spettacoli che perpetuano questa leggenda metropolitana.
Solitamente in essi ci si avvale di una bacinella, un tappo ed un secchio che vengono spostati di volta in volta a ridosso, a Nord e a Sud della linea equatoriale. Inizialmente, quando si stappa sull'equatore, l'acqua attraversa lo scarico senza praticamente ruotare. Ciò avviene perché il recipiente è simmetrico e l'acqua viene lasciata al suo interno sufficientemente a lungo da risultare ferma. Successivamente si sposta la bacinella e la si rimpingua. Quando si stapperà nuovamente l'acqua vorticherà nello scarico, in maniera qualitativamente coerente con la leggenda. Questo differente comportamento è ottenuto tramite una sapiente tecnica di versamento dell'acqua. Questa nelle migliori esecuzioni viene travasata inizialmente dal secchio nel centro della bacinella per poi, durante lo scolo, spostare progressivamente il punto di versamento verso destra o sinistra, generando vortici rispettivamente destrogiri e levogiri, in maniera invisibile agli spettatori. Alcuni esecutori meno accorti non cominciano nemmeno a versare dal centro.
Con questo versamento asimmetrico si dota l'acqua di una vorticità intrinseca, che viene poi trasferita al mulinello generato dallo scolo ma che (se il gioco di prestigio è ben eseguito) non è visibile nelle increspature ad occhio nudo fintanto che non viene aperto lo scarico. L'effetto può essere facilmente replicato anche alle nostre latitudini.
Esistono comunque anche studi seri inerenti all'argomento.
Lavorando analiticamente ad esempio è possibile valutare la rilevanza dell'effetto Coriolis sul verso di rotazione dell'acqua nello scarico e costruire esperimenti in cui detto effetto è responsabile della rotazione del fluido. 
Vale ancora una volta la pena sottolineare come l'effetto Coriolis in sistemi dimensionalmente simile a quelli dell'esperienza quotidiana è diversi ordini di grandezza inferiore rispetto a molti altri contributi: la geometria della vasca e dello scarico, l'inclinazione del piano e soprattutto il movimento che aveva inizialmente sono effetti dominanti sulla dinamica del moto dell'acqua.
Esistono però opportune configurazioni sperimentali per cui, con i dovuti accorgimenti, è possibile azzerare gli altri contributi e trovare una piena correlazione (qualitativa e numerica) tra il verso di rotazione dello scarico e l'emisfero dove ci si trova.
Se si prende una vasca piatta e circolare, con uno scarico piccolo e liscio, avendo cura di attendere che l'acqua sia perfettamente ferma e stappando con cura, è possibile osservare l'influenza della forza di Coriolis. Vale tuttavia la pena notare che, data l'esigua grandezza delle forze in gioco, bisogna lasciare a riposo l'acqua per alcuni giorni, in una stanza sigillata e lontano dal passaggio di mezzi pesanti. Le correnti d'aria barometriche, i moti vorticosi interni del liquido e le vibrazioni indotte dai camion hanno infatti all'incirca lo stesso ordine di grandezza del fenomeno che si vuole osservare. 

Anche queste seconde verifiche sperimentali confermano che la teoria degli scarichi è una falsa credenza.

### Altri utilizzi
La forza di Coriolis deve essere considerata nel calcolo delle traiettorie di razzi, proiettili di artiglieria e anche di pallottole a lungo volo, dove per queste ultime l'effetto, sebbene spesso trascurabile, è anche in grado di produrre una deviazione di pochi centimetri su obiettivi distanti un chilometro.

### La forza di Coriolis nella cultura di massa
La forza di Coriolis viene menzionata:
- Nel romanzo L'orda del vento, scritto da Alain Damasio, dove "Coriolis" è anche il nome di una dei protagonisti;
- nel film Shooter con Mark Walberg nei panni dell'ex tiratore scelto.
- Nel sedicesimo episodio della sesta stagione della serie animata I Simpson, per effetto della quale il verso di rotazione dell'acqua dello sciacquone è contrario nell'emisfero nord rispetto all'emisfero sud.
- Nella puntata di X-Files, La pelle del diavolo.
- Nei libri del Ciclo di Dune, come concausa delle violente tempeste di sabbia su Arrakis.
- Nel ciclo di romanzi di Rama di A. C. Clarke, e in particolare in Incontro con Rama del 1972, gli effetti della forza di Coriolis in una gigantesca astronave cilindrica rotante vengono approfonditi a più riprese.
- In un episodio di Martin Mystere dove si cita la questione dello scarico dell'acqua nei due emisferi.
- Nel romanzo Il pendolo di Foucault di Umberto Eco, dove si cita la questione dello scarico dell'acqua nei due emisferi.
- In ambito videoludico la forza di Coriolis è menzionata in Call of Duty 4: Modern Warfare, nella missione ambientata a Pripjat, in cui il Cap. Mc Millan suggerisce all'allora Ten. Price - protagonista della saga - nel momento di mirare, di considerare oltre la direzione del vento anche la forza di Coriolis, proprio per poter piazzare il colpo in modo corretto.